# مهر (ماه)
ماه مهر (در فارسی افغانستان: میزان) هفتمین ماه سال در گاه‌شماری هجری خورشیدی است و ۳۰ روز دارد و از روز ۱۸۷م سال آغاز شده و در روز ۲۱۶م سال پایان می‌یابد و نخستین ماه فصل پاییز است. برج فلکی مهرماه برج میزان است.
در گاه‌شماری رسمی ایران نام این ماه از نام ماه هفتم گاه‌شماری اوستایی نو که در اوستایی میثرَ و در پهلوی میتْرْ نام دارد، برگرفته شده است. مهر نام یکی از ایزدان است.
در گاه‌شماری زرتشتی شانزدهمین روز هرماه نیز به این ایزد تعلق دارد و روز شانزدهم مهرماه زرتشتی (معادل دهم مهر هجری خورشیدی)، جشن مهرگان برگزار می‌شود.

## ریشه
واژهٔ مهر به واژهٔ هندوایرانی miθra برمی‌گردد که نام ایزدی ودایی، ایرانی و زرتشتی است. این نام در ودا هم به صورت mitra (اسم خنثی) و Mitra (اسم مذکر) به کار رفته است. در اوستا صورت miθra (اسم مذکر) کاربرد دارد. آنتوان میه این واژه را «پیمان» معنا کرد. ولفگانگ لنتس معنی «احترام، دین داری» را در ارتباط با اجرای مراسم آیینی و دینی و رعایت حقوق همسایه مطرح کرد. دلیل او بیشتر واژهٔ فارسی «مهر» در معنی امروزی آن «محبت و دوستی» است که با معنای سنتی آن در هندی کهن به معنی «دوست» مطابق است. هرمان لومل به جنبهٔ دینی و انسان انگارانهٔ میترا تأکید دارد که به عنوان «داور»، «ایزد نور» و «جنگجو» ستایش می‌شود و از همین رو، «پیمان» جنبهٔ اخلاقی این شخصیت شده است.

## مناسبت‌ها
- ۱ - جشن میتراکانا
- روز آتش‌نشانی و ایمنی
- روز بزرگداشت مولوی
- تیرروز، جشن تیرروزِی
- روز نیروی انتظامی
- روز بزرگ داشت (داریوش بزرگ)
- روز دامپزشکی
- مهر روز، جشن مهرگان
- روز بزرگداشت حافظ
- جشن رامروزی
- جشن پیروزی کاوه و فریدون
- ۲۶ - روز تربیت بدنی و ورزش

## زادروزها
۱
- ۱۲۸۱ - سید روح‌الله خمینی، از مراجع تقلید شیعه و پایه‌گذار نظام جمهوری اسلامی در ایران
- ۱۲۸۷ - محمدعلی مجتهدی گیلانی، بنیانگذار دانشگاه صنعتی شریف در لاهیجان
- ۱۲۸۸ - غلامعلی رعدی آذرخشی، ادیب شاعر و نویسنده معاصر (درگذشت ۱۳۷۸)
- ۱۲۹۴ - پرویز شاهین‌خو، بازیگر (درگذشت ۱۳۹۵)
- ۱۲۹۴ - علی کسمایی، مدیر دوبلاژ، کارگردان، فیلم‌نامه‌نویس و روزنامه‌نگار ایرانی و ملقب به پدر دوبله ایران (درگذشت ۱۳۹۱)
- ۱۳۰۱ - عبدالوهاب شهیدی خواننده و موسیقی دان برجسته موسیقی سنتی
- ۱۳۰۱ - حسینعلی منتظری، از مراجع تقلید شیعه و یکی از انقلابیون نظام جمهوری اسلامی در ایران.
- ۱۳۰۱ - سید ضیاءالدین امامی دهکردی، نگارگر ایرانی (درگذشته ۱۱ تیر ۱۳۸۷ اصفهان)
- ۱۳۰۴ - غلامرضا قدسی، از شاعران ایرانی (درگذشته ۲۱ آذر ۱۳۶۸، مشهد)
- ۱۳۰۴ - رحیم مؤذن‌زاده اردبیلی، اذان‌گو و نوحه‌خوان مشهور ایرانی (درگذشته ۵ خرداد ۱۳۸۴)
- ۱۳۰۵ - عباس نقاش، نقاش و نگارگر ایرانی، اسلیمی کار مکتب شیراز و از پیشکسوتان صنایع دستی در رشته نقاشی دیواری شیراز (درگذشته ۱۶ مهر ۱۳۹۴ شیراز)
- ۱۳۱۴ - فخری ملک‌پور، نوازنده پیانو، آهنگساز و موسیقی‌دان اهل ایران
- ۱۳۱۹ - محمدرضا شجریان، موسیقی‌دان ایرانی
- ۱۳۲۰ - عبدالمجید کیانی نوازندهٔ برجسته سنتور، از چهره‌های ماندگار و از استادان موسیقی ایرانی
- ۱۳۲۳ - میلاد کیایی، موسیقی‌دان، نوازنده سنتور و آهنگساز ایرانی
- ۱۳۲۵ - حسین منزوی شاعر معاصر
- ۱۳۲۹ - حسین چرخابی، بازیکن سابق فوتبال اهل ایران
- ۱۳۲۹ - حسن مهمانی، بازیگر تئاتر و تلویزیون و سینمای ایرانی
- ۱۳۳۵ - محمد اسلامی، معاون رئیس‌جمهور و رئیس سازمان انرژی اتمی در دولت سید ابراهیم رئیسی و وزیر راه و شهرسازی ایران در دولت دوم حسن روحانی
- ۱۳۴۰ - ابراهیم حاتمی‌کیا، کارگردان، فیلم‌نامه‌نویس، تدوینگر و بازیگر ایرانی
- ۱۳۴۱ - محمدحسن انصاری‌فرد، بازیکن سابق تیم ملی فوتبال ایران و باشگاه پرسپولیس، مربی سابق و مدیر ورزش اهل ایران
- ۱۳۴۳ - مسعود اطیابی، تهیه‌کننده، کارگردان و مدیر تولید ایرانی
- ۱۳۴۹ - علی خودسیانی نویسنده و فیلم‌نامه‌نویس اهل ایران
- ۱۳۵۵ - غلام‌رضا عنایتی، بازیکن سابق باشگاه فوتبال استقلال تهران و تیم ملی فوتبال ایران و مربی فوتبال
- ۱۳۵۵ - ابراهیم تقی‌پور، بازیکن فوتبال ایرانی
- ۱۳۵۶ - بهزاد رواقی، نوازنده و آهنگساز ایرانی
- ۱۳۵۷ - امیرمحمد زند، بازیگر ایرانی
- ۱۳۵۸ - محمد منصوری، بازیکن فوتبال ایرانی
- ۱۳۶۱ - ابوالفضل عابدینی، عضو حزب پان ایرانیست، خبرنگار و زندانی سیاسی
- ۱۳۶۲ - روشنک گرامی، بازیگر اهل ایران
- ۱۳۶۳ - رضا معقولی، بازیکن فوتبال اهل ایران
- ۱۳۷۰ - بختیار رحمانی، بازیکن فوتبال اهل ایران
- ۱۳۷۰ - محمد انصاری، بازیکن فوتبال اهل ایران
- ۱۳۷۱ - فرشاد احمدزاده، بازیکن فوتبال اهل ایران

۲
- ۱۳۱۰ - منوچهر آتشی، شاعر و مترجم معاصر ایرانی
- ۱۳۱۸ - فیروز خان، بازیگر، کارگردان و تدوین‌گر هندی
- ۱۳۲۷ - محمود خوردبین، بازیکن فوتبال
- ۱۳۵۷ - محمد معتمدی، خواننده ایرانی
- ۱۳۶۲ - امید حاجیلی، خواننده و نوازندهٔ ترومپت ایرانی

۳
- ۱۳۰۴ - اکبر دودکار، بازیگر
- ۱۳۰۷ - حسن کسائی، نوازندهٔ نی و موسیقی‌دان ایرانی
- ۱۳۱۱ - فریدون پوررضا، خواننده و موسیقیدان ایرانی
- ۱۳۲۵ - علی پروین، فوتبالیست و مربی اهل ایران
- ۱۳۲۵ - حبیب الهیاری، تهیه‌کننده، بازیگر و مدیر تولید ایرانی
- ۱۳۶۴ - نگین معتضدی، بازیگر سینما، تئاتر وتلویزیون
- ۱۳۵۸ - امید آهنگر، بازیگر، کارگردان، تدوینگر و نویسنده ایرانی

۴
- ۱۳۱۶ - مهدی کروبی، سیاست‌مدار
- ۱۳۱۸ - منوچهر حامدی، بازیگر
- ۱۳۲۳ - هما روستا، بازیگر
- ۱۳۳۱ - حبیب، خواننده و آهنگساز ایرانی
- ۱۳۶۶ - هادی چوپان، بدنساز

۵
- ۱۳۲۹ - سعید دبیری،  ترانه‌سرا و آهنگساز

۶
۷
- ۱۳۶۴ - علیرضا طلیسچی، خواننده اهل ایران

۸
۹
- ۱۳۵۱ - لیلا حاتمی بازیگر ایرانی سینما و تلویزیون
- ۱۳۷۰ - دیبا زاهدی، بازیگر

۱۰
- ۱۳۷۵ - سعید عزت‌اللهی، بازیکن فوتبال اهل ایران

۱۱
- ۱۳۵۳ - عادل فردوسی‌پور، روزنامه‌نگار، مترجم، استاد دانشگاه، تهیه‌کننده، مجری تلویزیونی و گزارشگر فوتبال
- ۱۳۶۶ - بهنام بانی، خواننده اهل ایران

۱۲
۱۳
۱۴
- ۱۳۲۳ - علی‌اکبر ناطق نوری، رئیس اسبق مجلس شورای اسلامی ایران
- ۱۳۵۹ - شاهرخ استخری، بازیگر ایرانی سینما و تلویزیون
- ۱۳۱۶ - مهدی کروبی، سیاست‌مدار ایرانی و رئیس دو دوره مجلس شورای اسلامی ایران
- ۱۳۵۸ - ساره بیات، بازیگر ایرانی سینما و تلویزیون

۱۵
- ۱۳۰۷ - سهراب سپهری، شاعر و نقاش ایرانی (مرگ ۱۳۵۹)
- ۱۳۱۷ - فریدون فرخزاد، خواننده معترض به رژیم جمهوری اسلامی، بازیگر و شاعر ایرانی (قتل ۱۳۷۱)

۱۶
- ۱۳۵۸ - سحر دولتشاهی، بازیگر سینما، تئاتر و تلویزیون ایرانی

۱۷
- ۱۳۱۸ - گلی ترقی، داستان‌نویس و رمان‌نویس

۱۸
- ۱۳۳۸ _ مهدی زین الدین، فرمانده سپاه پاسداران در زمان جنگ ایران و عراق

۱۹
- ۱۳۱۸ - محمدرضا شفیعی کدکنی، شاعر و نویسنده
- ۱۳۱۹ - پوری بنایی، بازیگر سینما

۲۰
- ۱۳۲۹ - عباس دوران، خلبان نیروی هوایی ایران
- ۱۳۵۶ - حامد نیک‌پی، خواننده سنتی ایرانی.
- ۱۳۵۷ - حمید عسکری، خواننده و آهنگساز اهل ایران

۲۱
- ۱۳۱۶ - لوریس چکناواریان ، آهنگساز و رهبر ارکستر اهل ایران
- ۱۳۲۲ - سید محمد خاتمی، پنجمین رئیس‌جمهور ایران (دو دوره)

۲۲
- ۱۳۰۵ - رضا سیدحسینی، نویسنده و مترجم
- ۱۳۱۷ - فرح پهلوی، همسر محمد رضا پهلوی
- ۱۳۲۷ - عطا جنگوک، نوازندهٔ ایرانی تار و سه‌تار
- ۱۳۸۳ -محمدامین درویشی، بازیکن فوتبال

۲۳
۲۴
- ۱۳۵۲ - رضا یزدانی، خواننده پاپ و راک ایرانی

۲۵
- ۱۳۳۴ - محمدرضا درویشی، آهنگ‌ساز، محقق و مؤلف موسیقی ایرانی
- ۱۳۴۹ - مهتاب کرامتی، بازیگر سینما و تلویزیون ایرانی
- ۱۳۶۴ - باران کوثری، بازیگر سینما، تئاتر و تلویزیون ایرانی

۲۶
- ۱۳۰۱ - ابراهیم گلستان، داستان‌نویس و فیلم‌ساز اهل ایران
- ۱۳۵۳ - مازیار فلاحی، خواننده اهل ایران

۲۷
۲۸
- ۱۳۵۸ - شهاب رمضان، خواننده و آهنگساز اهل ایران
- ۱۳۶۴ - سعید معروف، والیبالیست اهل ایران

۲۹
- ۱۳۰۲ - ساموئل خاچیکیان، کارگردان، تدوینگر، نویسنده، تهیه‌کننده و آهنگساز مشهور ایرانی ارمنی‌تبار

۳۰

## درگذشت‌ها
- ۱۳۶۷ - رضا صراف‌زاده بازرگان، سیاستمدار، مؤسس کارخانجات نساجی جنوب و نماینده مردم یزد در مجلس شورای ملی
- ۱۳۸۱ - لاله سحرخیزان، خیّر ، مقتول جنایت میدان کتابی و همسر اول ناصر محمدخانی - ۱۷ مهر
- ۱۳۹۹ - محمدرضا شجریان، موسیقی‌دان و خوشنویس ایرانی